# Ovella segurenya

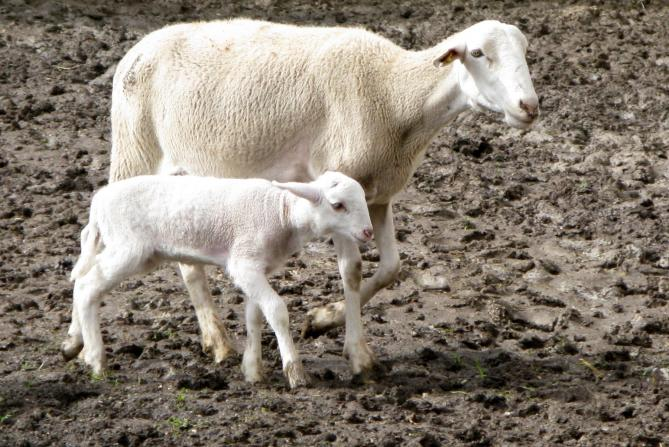
Ovella segurenya amb la seua cria.

L'ovella segurenya és una raça autòctona d'ovella del sud del País Valencià.
El seu nom deriva de l'àrea on es va originar i on s'explota actualment, la Serra del Segura. El seu elevat cens la constitueix com una de les races ovines més importants. De gran rusticitat i perfecta adaptació al dur medi on habiten, és el mitjà de vida d'un alt nombre de ramaders, pastors-propietaris.

## Caràcters generals
Ovins de marcat dimorfisme sexual, perfil subconvex, sense banyes en ambdós sexes, mida mitjana i proporcions lleugerament allargades. Velló tancat de llana entrefina i color blanc uniforme, de reduïda extensió.
En funció del color de la capa, s'han establert varietats. A més de la blanca, la més comuna, s'admeten: la rossa, caracteritzada per la presència de pigmentacions rosses en forma de taques de diferent mida, generalment, en cap i extremitats.
També hi ha la mora amb una coloració uniforme en tot el cos amb diferents tonalitats, principalment fosques, amb una característica petita taca de color blanc al clatell i a l'extrem distal de la cua.

## Distribució
Distribuïda per les províncies d'Alacant, València, Granada, Jaén, Almeria, Múrcia i Albacete. Al País Valencià s'estén per les serres de l'interior de la província d'Alacant i de València.

## Característiques productives i sistemes d'explotació
El sistema d'explotació més generalitzat són els ramats de tipus familiar. Habiten en zones de pastures de creixement reduït i sòls calcaris que queden sense cobrir en la seua major part, el que origina animals d'elevada rusticitat, afavorint així la conservació en puresa d'aquesta raça.
L'objectiu principal d'aquesta raça és la producció de carn. Obtenint corders, tipus pasqual, de reconeguda fama per la seua excel·lent qualitat. Aquests corders d'edat entre 70 i 90 dies, són alimentats en menjadores amb pinsos concentrats de forma "ad libitum". I sacrificats amb pesos al voltant dels 22 i 28 kg.
Caracteritzada per la seua alta prolificitat, la tendència és l'obtenció de tres parts en dos anys, contribuït aquest fet pel deslletament dels béns a una edat propera als quaranta-cinc dies.
La raça Segurenya és un animal de bona precocitat sexual. Generalment es cobreix per primera vegada a l'edat de deu-dotze mesos, però, s'ha contrastat en un ramat molt ben alimentat, que el primer part es realitza als 12-14 mesos en gairebé un 80 per 100 dels efectius.